# Gymnosoma costata
Gymnosoma costata är en tvåvingeart som först beskrevs av Georg Wolfgang Franz Panzer 1800.  Gymnosoma costata ingår i släktet Gymnosoma och familjen parasitflugor. Inga underarter finns listade i Catalogue of Life.